# Роско (Минесота)
Роско (енгл. Roscoe) град је у америчкој савезној држави Минесота.

## Демографија
По попису из 2010. године број становника је 102, што је 14 (-12,1%) становника мање него 2000. године.
| Група             | 2000.       | 2010.        |
| Белци             | 114 (98,3%) | 102 (100,0%) |
| Афроамериканци    | 0 (0,0%)    | 0 (0,0%)     |
| Азијати           | 0 (0,0%)    | 0 (0,0%)     |
| Хиспаноамериканци | 0 (0,0%)    | 0 (0,0%)     |
| Укупно            | 116         | 102          |